# Halina Łukomska
Halina Łukomska (29 tháng 4 năm 1929 – 30 tháng 8 năm 2016) là một ca sĩ sở hữu chất giọng soprano người Ba Lan. Bà kết hôn với nhà soạn nhạc Augustyn Bloch.

## Sự nghiệp
Łukomska học tại Học viện Opera Quốc gia ở Poznań (1951 - 1954) và tại Học viện âm nhạc Quốc gia ở Warsaw.
Năm 1956, bà giành được giải nhất tại cuộc thi hát quốc tế tại s'Hertogenbosch ở Hà Lan. Bà đã biểu diễn tại các lễ hội ở Amsterdam, Bergen, Salzburg, Vienna, Berlin, Edinburgh, Royan, London, Ljubljana, Zagreb, Paris, Florence và Venice cũng như ở Hoa Kỳ, Mexico và Israel.
Bà được nhận Giải thưởng của Bộ trưởng Bộ Văn hóa và Nghệ thuật vào năm 1965 và Giải thưởng của Chủ nhiệm Ủy ban Phát thanh và Truyền hình vào năm 1982.